# 納傑日季夫卡 (布拉特西克區)
47°47′11″N 31°42′59″E / 47.78639°N 31.71639°E
納傑日季夫卡（烏克蘭語：Надеждівка），是烏克蘭南部的村莊，隸屬尼古拉耶夫州的沃茲涅先斯克區。該村始建於1872年，面積1.78平方公里，海拔高度93米，2001年人口339，人口密度每平方公里190.4人。